# Păltinoasa
Păltinoasa est une commune du județ de Suceava en Roumanie.